# Francisco de Aguilera y Becerril
Francisco Aguilera y Becerril (1817-1867), conocido como el conde de Villalobos, fue un noble español, promotor de la gimnasia en su país.

## Biografía
Nacido en 1817, era conocido como conde de Villalobos. Fundó un gimnasio en Madrid, en una época en la que esta actividad no era popular en el país. También practicó el funambulismo. Fallecido el 1 de julio de 1867, fue padre de Enrique Aguilera y Gamboa, marqués de Cerralbo.